# 叶夫达科沃农村居民点
叶夫达科沃农村居民点（俄语：Евдаковское сельское поселение）是俄罗斯联邦沃罗涅日州卡缅卡区所属的一个农村居民点。其下辖有4个居民点，行政中心为叶夫达科沃。据2016年统计，该农村居民点的人口为1119人。